# Bildsø Strand
Bildsø Strand eller Bildsøstrand er en strand og sommerhusby ved Storebælt på Vestsjælland. Bildsøstrand er beliggende i Kirke Stillinge Sogn ved Musholm Bugt 1,5 kilometer fra Stillinge Strand og cirka 13 kilometer nordvest fra Slagelse. Stranden tilhører Slagelse Kommune og er beliggende i Region Sjælland.

## Stranden
Bildsø Strand er en sandstrand med fint sand. Stranden er mellem 20 og 30 meter bred og cirka 650 meter lang. Stranden er tildelt den internationale miljø-udmærkelse Blå Flag.

## Indianerskulpturen
Indianerskulpturen der står ved badestranden på Bildsø Strand var oprindeligt placeret ved klinten nord for Bildsø Skov. Den blev flyttet til dens nuværende placering omkring 1950. Flytningen har betydet, at mange flere har fået glæde af at se den. Skulpturen er udhugget af en stor sten, som kunstneren fandt på stranden. Kunstneren er Oluf Nielsen fra Slagelse. Oluf Nielsen var oprindeligt uddannet snedker, men på grund af en idrætsskade, hvor han pådrog sig en rygskade, måtte han opgive snedkerfaget. I stedet erhvervede han en tobaksforretning i Løvegade i Slagelse. 
Inspirationen til indianerskulpturen fik Oluf Nielsen fra nogle af de cigaretpakker han solgte i butikken. Under 2. verdenskrig var der flere cigaretmærker, der havde en illustration af en indianer på pakken. I sommeren 1945 cyklede han til stranden fra Slagelse for at arbejde på skulpturen. Efter den blev flyttet til sin nuværende placering, blev skulpturen desværre beskadiget. Figuren havde oprindeligt en fin krum næse, men en del af næsen blev slået af. Oluf Nielsen reparerede efterfølgende selv skaden, men den krumme næse fik et mere fladt udtryk.